# Viadukt (Westerbauer)

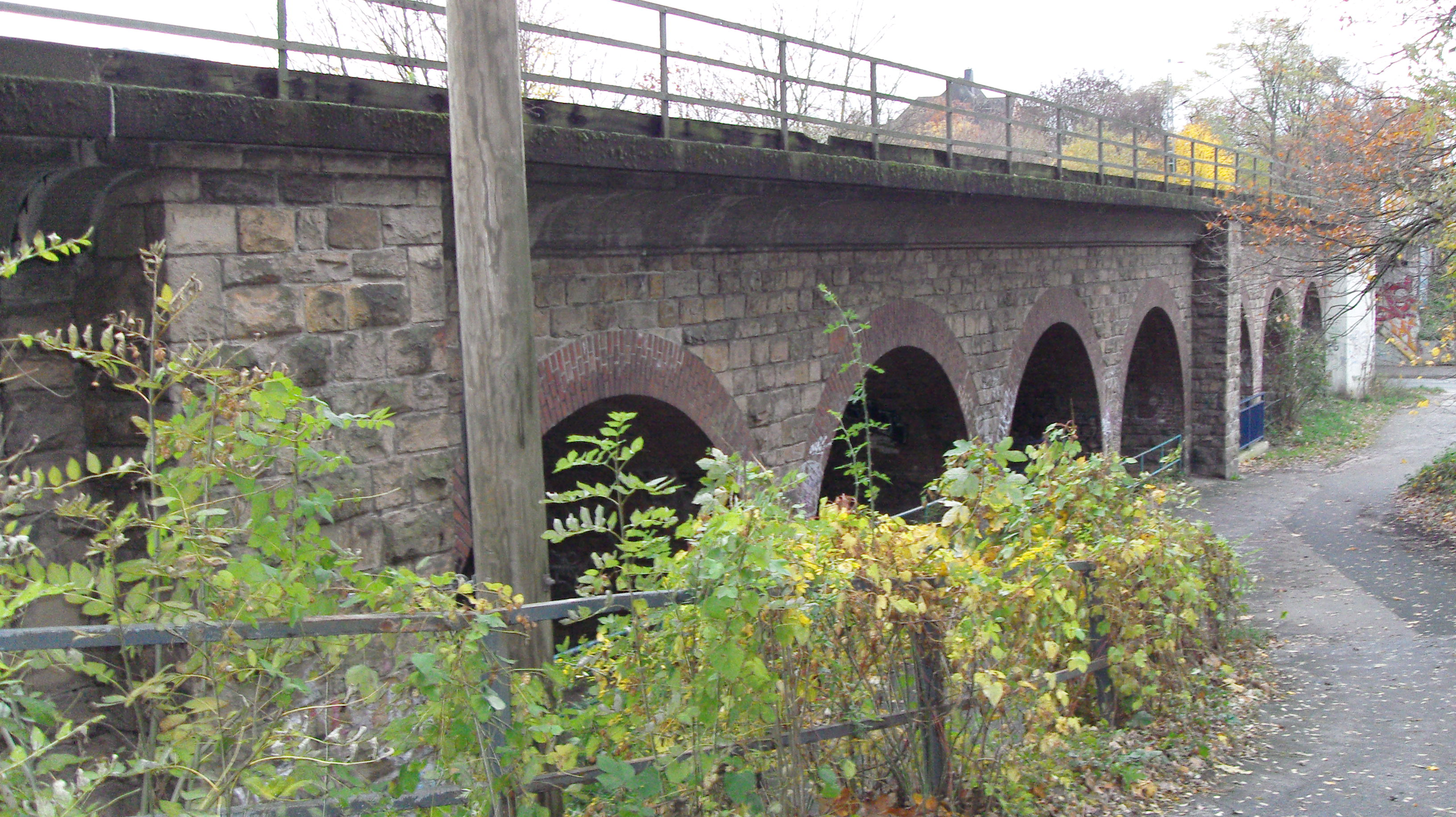
Viadukt, 2010

Das Viadukt der Rheinischen Eisenbahn ist eine Eisenbahnbrücke an der Grundschötteler Straße in Westerbauer in Hagen in Nordrhein-Westfalen. Die Gewölbebrücke aus Mauerwerk wurde von der Rheinischen Eisenbahn-Gesellschaft um 1879 angelegt. Sie liegt an der Rheinischen Strecke von Düsseldorf nach Dortmund Süd und überquert die Schlebusch-Harkorter Kohlenbahn, die von Harkort 1830/31 als Pferdebahn angelegt worden war. Auf der gegenüberliegenden Seite befand sich bereits seit 1848 die Bahnstrecke von Elberfeld nach Dortmund der Bergisch-Märkischen Eisenbahn.